# Мар'яновське сільське поселення
Мар'я́новське сільське поселення (рос. Марьяновское сельское поселение) — муніципальне утворення у складі Великоберезниківського району Мордовії, Росія. Адміністративний центр — село Мар'яновка.

## Населення
Населення — 652 особи (2019, 750 у 2010, 824 у 2002).

## Склад
До складу поселення входять такі населені пункти:
| Населений пункт     | Населення, осіб (2002) | Населення, осіб (2010) |
| ------------------- | ---------------------- | ---------------------- |
| Айкіно, село        | 11                     | 1                      |
| Мар'яновка, село    | 746                    | 717                    |
| Федоровка, присілок | 67                     | 32                     |